# Торе (Мачерата)
Торе је насеље у Италији у округу Мачерата, региону Марке.
Према процени из 2011. у насељу је живело 356 становника. Насеље се налази на надморској висини од 302 м.